# 獨角獸與黃蜂
《獨角獸與黃蜂》（The Unicorn and the Wasp）是英國科幻電視劇《異世奇人》系列4的第7集，於2008年5月17日在BBC One首播。這集的編劇是加雷特·羅伯斯，導演為格雷姆·哈珀。演員方面，除了固有的大衛·田納特繼續飾演博士和嘉芙蓮·塔特扮演當娜·諾布外，法蘭妮·伍爾加所演的阿加莎·克里斯蒂也有很重的戲份。
這集講述博士和唐娜來到1926年的英格蘭。在這兒，二人遇到偵探小說作家阿嘉莎·姬絲蒂並一同前去偵查一宗兇殺案。最終，博士明白到姬絲蒂神秘失蹤11天的因由。執行製作人拉塞爾·T·戴維斯在其著中表示早於2006年時他已希望將阿嘉莎·姬絲蒂這有名的作家加入劇中，於是他把這任務交給了羅伯斯。
此集在首映時共吸引841萬人收看，是繼《龐貝烈焰》後整個系列中最多人觀看的一集。同時，這集取得影評家的好評，特別是劇中的喜劇效果和對姬絲蒂失蹤的解釋，但犯下的歷史錯誤還是引來了批評。

## 劇情
博士和當娜利用TARDIS回到1926年的英格蘭，二人發現他們正身處一個由艾丁生女士和其夫柯比士利上校舉辦的晚宴，而其中一名座上客正是大名鼎鼎的作家阿加莎·克里斯蒂。博士向身邊的查問當天的日期赫然發現姬絲蒂將會於幾小時後離奇失蹤11天。此時，舉辦晚宴的地點發現一具屍體，博士宣稱自己是蘇格蘭場的探員，而當娜則是他的助手，成功矇混過關連同姬絲蒂展開調查。期間，博士發現兇手遺下的黏性物質，於是推段後者是可變身成人類的外星生物。隨後，博士和姬絲蒂向賓客索取口供，當娜則四處找線索。就在當娜獨自在睡房時，她被一頭巨大的黃蜂襲擊。眾人隨之趕到，但大黃蜂已不再蹤影。未幾，管家成為大黃蜂下的亡魂，博士等人試圖把牠活捉不成，反令其變身成人類後逃之夭夭，而博士則身中劇毒。為防再有人死於非命，博士下令於晚餐裡的食物加入大量胡椒，蓋因胡椒鹼有殺蟲的功效。眾賓客用膳時，燈光忽然熄滅又傳來蜜蜂的嗡鳴。燈光重新亮起後，眾人發現艾丁生女士的頸飾不翼而飛，她的兒子羅傑則遭到刺殺。
為查明真相，博士到眾人帶到起居間。期間，姬絲蒂發現頸飾是被一伙名為「獨角獸」的人所偷的，但他們顯然不是殺人犯。博士隨後仔細觀察艾丁生女士的頸飾，猛然發現兇手正是賓客之一的葛萊特利教士。原來，艾丁生女士是外星生物「韋斯比方」（Vespiform）於地球所生下的後代，而頸飾實為其父在死前給她的，為的是讓同類找到她。另一方面，除羅傑外，艾丁生女士還生下葛萊特利教士，卻被棄養。為求報復，葛萊特利教士按著其母常讀的小說《羅傑·艾克洛命案》的劇情殺人。
罪行被揭發後，葛萊特利教士化身成大黃蜂以圖殺人滅口。姬絲蒂把頸飾奪去，駕車引開大黃蜂，博士和當娜則隨之。二人趕到後，當娜將頸飾搶去然後拋到一個池塘去，大黃蜂隨著頸飾飛進水裡而溺斃。因姬絲蒂本身與頸飾有連繫，大黃蜂之死使她昏倒而引發健忘症。為此，博士在10日後通過TARDIS把她送到哈洛格特酒店，令大眾以為她真的失蹤了。回到TARDIS，博士向當娜展示姬絲蒂的《雲中奇案》，在這小說中黃蜂扮演著很重要的角色，而姬絲蒂的作品是永垂不朽的，直至公元5百萬年，她依然是最高銷量的作家。

### 前後連接
這集並非博士首次遇到知名作家，在《借屍還魂》中，博士結識到查爾斯·狄更斯﹔而在《勇救莎翁》中博士則與莎士比亞歷險。在和姬絲蒂碰面後，博士自稱約翰·史密夫。事實上，這名字曾多次被博士用過，其中包括1968年的《宇宙之輪》、1978年的《時間戰士》、《戰火孤雛》、《史密斯與瓊斯》及《血之家族》等。姬絲蒂隨後指她以為博士和當娜是情侶關係，在《渥德星球》中，二人就被誤認為夫婦。當娜及後指她的未婚夫死於一隻蜘蛛手中，是指《逃跑的新娘》發生的事。在調查過程中，當娜被大黃蜂攻擊，前者對博士笑言1926年時還有蜜蜂。蜜蜂消失是這個系列的故事線，其原因會在《被盜地球》解釋。另外，博士在這集因中毒而昏迷，當娜為救他而進行心肺復甦。在《史密斯與瓊斯》中，鐘斯也是見到博士昏倒後施行心肺復甦。

## 製作

### 劇本創作
把阿嘉莎·姬絲蒂加入劇中是《異世奇人》執行製作人拉塞爾·T·戴維斯的構思，但此概念一直因經費等理由而未能實現。在《借屍還魂》和《勇救莎翁》這兩集取得成功後，戴維斯把他的想法告訴《勇救莎翁》的編劇加雷特·羅伯斯。作為姬絲蒂的書迷，羅伯斯同意擔任此集的編劇。然而，劇本的創作過程並不是一帆風順。羅伯斯起初打算將故事背景設在1966年，但不久後劇組就發現這是不可行的，蓋因大部份以姬絲蒂為題材的作品都是以1920年代至1950年代為背景。有見及此，羅伯斯最終決定以姬絲蒂於1926年12月失蹤加以別墅殺人案為這集的故事題材。為使兇殺案變得更複雜，戴維斯又要求劇中的人物要以不同的方式被殺害。但是，戴維斯又同時要求劇情要帶有喜劇風格。故此，戴維斯也坦言這是他見過最奇怪的劇本。
另一方面，受《雲中奇案》重版封面的啟發，羅伯斯又決定以大黃蜂作為本集的主角，他指兒時被此書封面的大黃蜂深深吸引，但在讀畢整部小說後才發現故事情節與大黃蜂根本沒有關係。於是，他誓要將兩者劃上關連。此外，為向姬絲蒂致敬，劇中的不少對白也是出自她的小說和散文，比如《藏書室女屍之謎》、《懸崖上的謀殺》、《殺人不難》、《借鏡殺人》以及《死亡終局》等等。
劇本的初稿與最終版本沒有太大的分別。最主要的差別是姬絲蒂、博士和當娜本來乘坐同一輛車到池塘，而葛萊特利教士會在跳入水池前化身為人。另一個不同之處是博士和當娜會探訪臨終前的姬絲蒂，並告訴她在公元5百萬年時她還是最高銷量的作家。這一幕最終在首播時被剪去，但保留於DVD版本。

### 拍攝
《獨角獸與黃蜂》於2007年8月8日開鏡，同年9月7日殺青。這集主要的取景地點是位於格拉摩根谷的李拉桑托殿和紐波特的特雷迪加宅第。其中，李拉桑托殿充當別墅的外圍、起居間和客廳﹔特雷迪加宅第則充當睡房、大堂和飯廳。其他的拍攝景點還有斯芬馬布利湖（Cefn Mably Lakes），這兒是當娜把頸飾投到水裡去的地方。為了拍攝大黃蜂墜入水中造成水花四濺和氣泡湧現的效果，劇組利用起重機吊起沙包，然後在水面卸下沙包。
劇中女演員嘉芙蓮·塔特的父親在拍攝的第一天串演艾丁生女士的待從。儘管在歷史上姬絲蒂是在12月失蹤的，考慮到較早前播出的《渥德星球》已出現暴雪鏡頭，故此這集不會有下雪的鏡頭。此外，由於此集的背景設在1926年，故當中出現的汽車均為老爺車，這些車也是從收藏家借來的。大黃蜂則是由CGI繪製而成，這工序用了6個星期。

## 發行和反響
《獨角獸與黃蜂》於2008年5月17日晚上7時在BBC One首播。收視報告指，節目共吸引841萬人收看，收視率為38%。同時，這集僅次《全英一叮》，是當日的收視亞軍。欣賞指數方面，這集的得分是86分，屬「卓越」級別。
另一方面，《獨角獸與黃蜂》取得好評。《數碼間諜》的賓·羅森-鐘斯在5星為滿分下給這集4星，他喜歡劇中的大黃蜂、別墅殺人案以及對姬絲蒂失蹤的解釋。另外，他又讚揚博士與當娜於劇中所產生的化學反應。《IGN》給這集7.4分（滿分為10分），稱這集有出色的喜劇效果及成功解釋姬絲蒂的失蹤。《誰是博士》（Who Is the Doctor）一書中，作者格雷姆·伯克對這集的喜劇效果大加讚賞，指博士中毒一幕令人留下深刻印象，而嘉芙蓮·塔特充滿喜感的演出則是錦上添花。這書的另一名作者羅拔·史密夫認為這集不錯，但指出劇中出一個重大的歷史錯誤﹕姬絲蒂是在12月失蹤的，但劇中各人卻是穿著夏季衣物。

## 資料來源
1. 1 2 3  Burk, Graeme; Smith?, Robert.  1st. ECW Press. 6-3-2012: 220-224. ISBN 1-55022-984-2.
2. ↑  Cavan, Scott; Mark, Wright.  1st. BBC Books. 11-6-2013: 50-51. ISBN 978-1849906197.
3. 1 2 3 4 5 6 7 8 9 10 11 12 13 14 15 16  Pixley, Andrew. . Doctor Who Magazine (Panini Comics). 2008-08-14,. The Doctor Who Companion: Series Four (Special Edition 20).
4. ↑  Burk, Graeme; Smith?, Robert.  1st. ECW Press. 6-3-2012: 238-239. ISBN 1-55022-984-2.
5. 1 2  . Doctor Who: A Brief History Of Time (Travel). 6-7-2014  [2016-07-27]. [永久]
6. ↑  . Doctor Who Magazine. Sep 2007, (399): 11.
7. ↑  . BARB. 2008-05-28  [2008-05-28]. （原始内容存档于2008-07-12）.
8. ↑  . Outpost Gallifrey. 2008-05-19  [2008-06-17]. （原始内容存档于2008-07-23）.
9. ↑  Rawson-Jones, Ben. . Cult: Doctor Who - Review. Digital Spy. 2004-04-19  [2008-05-17]. （原始内容存档于2016-08-28）.
10. ↑  Fickett, Travis. . IGN. 2008-06-17  [2016-07-28]. （原始内容存档于2019-09-28）.

## 外部連結
- "The Unicorn and the Wasp" 在 BBC《異世奇人》的主頁
- "The Unicorn and the Wasp" 在 異世奇人: 時間（旅行）簡史
- "The Unicorn and the Wasp" 在 異世奇人參考導覽
- 互联网电影数据库上獨角獸與黃蜂的资料（英文）